# Les Discrets
Les Discrets é uma banda de post-rock/Shoegaze de Lyon, França, formada em 2003 pelo multinstrumentista e ilustrador francês Fursy Teyssier. A banda possui fortes influências acústicas, sempre presentes em suas canções.
Les Discrets (originalmente chamado Enfance) é a abordagem musical da Fursy Teyssier a pesquisa artística, Fursy tende a evocar o mesmo tanto na música e animação/ilustração: atmosfera contemplativa e esotérica, sentimentos, medos e sensações relacionadas com a nossa vida e do mundo. Suas pinturas, música ou as letras são na sua maioria sobre a natureza, o sentimento de amor e seu medo da morte.
O nome "Les Discrets" é na verdade uma plataforma de recolha de música e arte com que Fursy explora esses dois conceitos. A música ajuda a criar imagens, fotos ajudam a fazer música. O objetivo do Les Discrets é associá-las em uma única coisa: um álbum.
Em 2009, Les Discrets assinou contrato com a gravadora alemã Prophecy Productions para um contrato de cinco álbuns. O primeiro álbum "Septembre et ses dernières pensées", gravado em estúdio Drudenhaus francês e produzido por Neb Xort (Anorexia Nervosa, Ultravomit,...) reúne canções que foram compostas abrangendo todo o passado de 2003 a 2009. O álbum tem previsão para ser lançado em abril desse ano.

## Membros
- Fursy Teyssier: (Amesoeurs, Phest) Guitarras, Baixo, Vocais e composição.
- Winterhalter: (Amesoeurs, Alcest) Bateria.
- Audrey Hadorn: Vocais e letras.

## Discografia
- Septembre et Ses Dernières Pensées (2010)
- Ariettes oubliées... (2012)

- Les Discrets / Alcest com Alcest (2009)
- Les Discrets / Arctic Plateau com Arctic Plateau (2011)
- Virée Nocturne E.P. (2016)